# 30 Miles
30 Miles ist ein US-amerikanisches Filmdrama von Ryan Harper aus dem Jahr 2004.

## Handlung
Ein Mann namens Ernie bleibt mit seinem Auto in der Wüste liegen. Ungeduldig wartet er auf Hilfe. Doch kein Fahrzeug hält an. Kurz vor der Dämmerung stoppt der erfolgreiche Talentagent Anthony und nimmt ihn zur 30 Meilen entfernten Tankstelle mit, so dass Ernie mit dem Abschleppwagen zurückfahren kann.
Gleich zu Beginn zeigt Ernie seine Pistole, die Anthony ihm jedoch zur Sicherheit sofort abnimmt. Auf der Fahrt sprechen beide über Baseball und ihre familiären Verhältnisse. Dabei offenbart sich, dass Ernie einen reichen Vater hat, von dem er aber nichts wissen will. Zwischendurch schreibt er im Auto immer wieder in sein Tagebuch. Völlig unerwartet macht er zeitweise auch einen sehr verrückten Eindruck. Nach einem kleinen Streit steigt Ernie aus, doch Anthony wartet, bis er wieder einsteigt. An der Tankstelle angekommen, gibt Anthony Ernie Geld. Der gesteht ihm aber, dass sein Auto nicht defekt, sondern nur der Tank leer ist. Es war ihm zu peinlich, das zu sagen. Er bittet Anthony, ihn mit Benzinkanistern wieder zurück zum Auto zu fahren. Nach einigen Diskussionen stimmt dieser zu. Auf der Rückfahrt erzählt Anthony unter anderem, dass er vor 25 Jahren zwei betrunkene Schläger erschossen hat, bevor sie seinen Freund Jimmy erschlagen konnten. Jimmy gab sich damals als Schütze aus, um Anthonys Leben zu schützen, und starb wenig später im Gefängnis.
Als sie nachts wieder bei Ernies Auto ankommen, füllt Anthony den Tank mit Benzin, was aber das Auto immer noch nicht zum Laufen bringt. Daraufhin ruft er den Automobilclub an. Plötzlich richtet Ernie die Waffe auf Anthony und will dessen Autoschlüssel. Der kann ihn überwältigen und erschießt Ernie. Er schleppt die Leiche ins Dickicht und fährt davon.
Nachdem er auf dem Beifahrersitz einen Brief entdeckt hat, hält er an. Der Brief ist von Ernie, der eigentlich Paul heißt und ihm darin alles erklärt. Sein Vater hatte ihm ein Vermögen vermacht, das er jedoch durch Fehlinvestitionen komplett verloren hat. Er kann somit seiner Frau kein angemessenes Leben mehr gewährleisten und fühlt sich als Versager. Die abgeschlossene Lebensversicherung über 500.000 $ zahlt aber nicht bei Selbstmord. Daher hatte er alles so geplant und bedankt sich abschließend bei Anthony.

## Kritik
„Kammerspielartiges Zweipersonen-Stück in Gestalt eines Road Movie, das mehrere klassische Genres an reißt; gut gespielt, aber nicht rundum überzeugend.“

„Ein Roadmovie-Kammerspiel mit zwei Personen lässt den unvoreingenommenen Betrachter lange rätseln, ob er nun einem Drama um zerplatzte Bürgerträume und unterschwellig schwelende Rassenkonflikte, einer besonders subtilen Buddy-Komödie oder einem schleichenden Horrortrip beiwohnt. Irgendwie ist es dann von allem etwas und auf keinen Fall der gewöhnliche Genre-Eintopf, weshalb die gut gespielte Low-Budget-Produktion guten Gewissens jedem empfohlen werden kann, der sich auf der Suche nach dem ‚besonderen Film‘ befindet.“